# 祝典序曲 (イベール)
祝典序曲（しゅくてんじょきょく、仏: Ouverture de Fête）は、ジャック・イベールが作曲した演奏会用序曲。皇紀2600年奉祝曲の一曲として、1939年に日本からフランス政府を通じて依頼を受け、同年から翌1940年4月にかけて作曲した。当時イベールは、ローマ大賞受賞者の留学先として知られる、ローマのヴィラ・メディチ（メディチ荘）で館長を務めていた。
曲は1940年12月に東京歌舞伎座における演奏会で、山田耕筰の指揮により初演された。
その後イベールは1941年に改訂を行い、翌1942年にコンセルヴァトワール演奏協会で、シャルル・ミュンシュの指揮によりこの改訂版が初演された。

## 楽器編成
フルート3（第3奏者はピッコロ持ち替え）、オーボエ2、コーラングレ、クラリネット2、バス・クラリネット、アルト・サクソフォーン、ファゴット2、コントラファゴット、ホルン4、トランペット4、トロンボーン3、チューバ、ティンパニ、打楽器（小太鼓、大太鼓、シンバル、タムタム）、グロッケンシュピール、ハープ2、弦五部

## 楽曲の内容
アレグロ・モデラート、4分の4拍子の力強い序奏で始まる。続いて8分の6拍子となり、チェロ、コントラバスで重々しくもリズミカルな主題が奏される。これが全楽器に広がって盛り上がりを見せ、その頂点に達すると、今度は4分の3拍子となってコラール風であるがジャズ風でもある新たな主題が奏される。再び第1の主題が現れて曲が静まった後、4分の4拍子になると、バス・クラリネットとサクソフォーンによって緩やかな主題が奏される。これが次第に盛り上がり、先行の主題とともに交錯しながら高らかに鳴り響き、輝かしく曲が締めくくられる。